# باشوکی
باشوکی، روستایی از توابع بخش مرکزی شهرستان بیجار در استان کردستان ایران است. گفتنی است که این طایفه از روستای باشکی در جنوب شرق کشور لهستان به ایران مهاجرت کردند.

## جمعیت
این روستا در دهستان نجف‌آباد (بیجار) قرار دارد و براساس سرشماری مرکز آمار ایران در سال ۱۳۸۵، جمعیت آن ۸۶ نفر (۲۱خانوار) بوده‌است.